# Colman E. O’Neill
Colman E. O’Neill OP (* 20. August 1929; † 22. Januar 1987) war ein irischer römisch-katholischer Theologe.

## Leben
Nach der Promotion 1958 am Angelicum lehrte er am Studium Generale in Dublin und an der Päpstlichen Lateranuniversität. Er unterrichtete ab 1963 Dogmatik an der Theologischen Fakultät der Université de Fribourg, wo er 1966 außerordentlicher Professor und drei Jahre später ordentlicher Professor wurde. Zwischen 1971 und 1974 war er drei Studienjahre lang Dekan der Fakultät.

## Schriften (Auswahl)
- Opus operans, opus operatum. A Thomistic interpretation of a sacramental formula. 1958, OCLC 20477854.
- New approaches to the Eucharist. Staten Island 1967, OCLC 893947.
- Sacramental realism. A general theory of the sacraments. Wilmington 1983, ISBN 0-89453-297-9.
- Meeting Christ in the Sacraments. New York 1991, ISBN 0-8189-0598-0.